# Frank Henry
Frank Sherman Henry (Cambridge, 15 december 1909 - Chesterfield, 25 augustus 1989) was een Amerikaans ruiter. Henry was geselecteerd voor deelname aan de Olympische Zomerspelen 1940, maar deze spelen gingen niet door vanwege de Tweede Wereldoorlog. Acht jaar later tijdens de Olympische Zomerspelen 1948 behaalde Henry bij eventing de gouden medaille in de landenwedstrijd en de zilveren medaille individueel en tevens behaalde hij de zilveren medaille in de landenwedstrijd dressuur.

## Resultaten
- Olympische Zomerspelen 1948 in Londen 13e individueel dressuur met Reno Overdo
- Olympische Zomerspelen 1948 in Londen  landenwedstrijd dressuur met Reno Overdo
- Olympische Zomerspelen 1948 in Londen  individueel eventing met Swing Low
- Olympische Zomerspelen 1948 in Londen  landenwedstrijd eventing met Swing Low

1912: Nordlander, Adlercreutz, Casparsson,  Horn af Åminne ·
1920: Mörner, Lundström, von Braun,  Dyrsch ·
1924: Van der Voort van Zijp, Pahud de Mortanges, De Kruijff,  Colenbrander ·
1928: Pahud de Mortanges, De Kruijff, Van der Voort van Zijp ·
1932: Thomson, Chamberlin, Argo ·
1936: Stubbendorf, Lippert, von Wangenheim ·
1948: Henry, Anderson, Thomson ·
1952: von Blixen-Finecke, Stahre, Frölén ·
1956: Weldon, Rook, Hill ·
1960: Morgan, Lavis, Roycroft ·
1964: Checcoli, Angioni, Ravano ·
1968: Allhusen, Meade, Jones ·
1972: Meade, Gordon-Watson, Parker, Phillips ·
1976: Coffin, Plumb, Davidson, Tauskey ·
1980: Blinov, Salnikov, Volkov, Rogosjin ·
1984: Plumb, Stives, Fleischmann, Davidson ·
1988: Erhorn, Baumann, Kaspareit, Ehrenbrink ·
1992: Green, Rolton, Hoy, Ryan ·
1996: Schaeffer, Rolton, Hoy, Dutton ·
2000: Dutton, Hoy, Tinney, Ryan ·
2004: Boiteau, Lyard, Courrèges, Teulère, Touzaint ·
2008: Thomsen, Ostholt, Dibowski, Klimke, Romeike ·
2012: Auffarth, Jung, Klimke, Schrade, Thomsen ·
2016: Laghouag, Lemoine, Nicolas, Vallette ·
2020: Collett, McEwen, Townend ·
2024: Canter, Collett, McEwen